# لويس ديسماريه
لويس ديسماريه هو سياسي كندي، ولد في 16 فبراير 1923 في غريتر سودبوري في كندا، وتوفي في 25 مارس 2017. نشط حزبياً في الحزب الليبرالي الكندي. وقد انتخب عضو مجلس العموم الكندي.